# Splendid Folly
Splendid Folly er en britisk stumfilm fra 1919 af Arrigo Bocchi.

## Medvirkende
- Manora Thew som Diana Quentin
- Hayford Hobbs som Errington
- Evelyn Harding som Adrienne de Gervais
- Charles Vane som Baroni
- Bert Wynne